# Valiato de Van
El valiato de Van (en turco otomano: ولايت وان‎, romanizado: Vilâyet-i Van; en armenio: Վանի վիլայեթ, romanizado: Vani vilayet') fue una división administrativa de primer nivel (valiato) del Imperio otomano. A principios del siglo XX, según se informa, tenía una población de aproximadamente 400 000 y un área de 15 000 millas cuadradas (38 850 km²). Fue uno de los seis valiatos armenios y, antes de la Primera Guerra Mundial, albergaba a muchos armenios, así como a minorías asirias y azeríes. 

## Historia
En 1875, el eyalato de Erzurum se dividió en seis valiatos: Erzurum, Van, Hakkari, Bitlis, Hozat (Dersim) y Kars-Çildir. En 1888, por orden imperial, Hakkari se unió al valiato de Van y Hozat a Mamuret-ul-Aziz.
Como provincia de la frontera noreste, tanto hacia territorio ruso como persa, contenía una serie de guarniciones. Se dividió en el sanjacado de Van y el sanjacado de Hakkari y cubrió las provincias actuales de Van, Hakkari y partes de Şırnak, Muş y Bingöl. 

## Demografía
A principios del siglo XX, según se informa, tenía un área de 15 440 millas cuadradas (39 989,6 km²), mientras que los resultados preliminares del primer censo otomano de 1885 (publicado en 1908) dieron una población de 376 297. La precisión de las cifras de población varía de "aproximada" a "meramente conjetura" según la región de la que se obtuvieron. 
Según el censo otomano oficial de 1914, la población de la provincia de Van consistía en 179 422 musulmanes y 67 797 armenios. Las cifras del censo otomano incluyen solo a ciudadanos varones, excluidos mujeres y niños.[cita requerida] Según el Patriarca armenio de Constantinopla, las estimaciones corregidas para la provincia de Van (incluidas mujeres y niños) fueron; 313 000 musulmanes, 130 000 armenios y otros 65 000, incluidos cristianos sirios y nestorianos.

## Geografía
El valiato de Van se encontraba a lo largo de la frontera persa entre los valiatos de Erzurum y Mosul. El sanjacado del norte comprendía una meseta abierta al norte y este del lago (con una gran población agrícola armenia y tribus seminómadas kurdas ocupadas principalmente en la cría de ganado y ovejas), también de varios distritos fértiles a lo largo de la orilla sur del lago. El sanjacado del sur era completamente montañoso, poco desarrollado y con las tribus solo parcialmente bajo el control del gobierno. Esto comprendía la mayor parte de la cuenca superior del Gran Zab, con el país de los cristianos nestorianos y muchos distritos habitados por tribus kurdas, algunas de ellas grandes tribus nómadas que descendían durante el invierno a las llanuras del Tigris. 
La riqueza mineral del valiato nunca se exploró por completo, pero se creía que era grande. Había manantiales de petróleo en Kordzot, depósitos de lignito en Sivan (ahora pueblo de Avnik en Bingöl) y Nurduz, varias fuentes termales en Zilan Creek y Julamerk (ahora Hakkari). En Shemsdinan se cultivaba un excelente tabaco para exportarlo a Persia. 

## Divisiones administrativas
Sanjacados del valiato:
1. Sanjacado de Van (Van, Erciş, Çatak, Adilcevaz, Gevaş)
2. Sanjacado de Hakkari (Başkale, Hakkâri, Özalp, Şemdinli, Yüksekova, Gürpınar)

## Economía
Históricamente, Van producía mijo. El centro económico de la provincia era la ciudad de Van. También fue un importante productor de vino. Tanto el vino como el brandy se elaboraron en pequeñas cantidades. El valiato también producía lino y cáñamo. Van también tenía una importante industria de pastoreo de ovejas . En 1906, había más de 3 millones de ovejas en el valiato. A partir de 1920, esos números se redujeron. La apicultura la realizaban los campesinos, y la miel se congelaba y vendía. El área también produjo carbón, plomo, cobre y bórax, oropimente, gas, granito, cal, tiza, yeso, oro y sal.